# Млака (Коменда)
Млака (словен. Mlaka) — поселення в общині Коменда, Осреднєсловенський регіон, Словенія. Висота над рівнем моря: 361,9 м.